# Skovbrandene i Grækenland 2007
Skovbrandene i Grækenland var en serie af skovbrande, der brød ud i Grækenland, særligt på Peloponnes, i august 2007. Brandene beskrives som de værste i 150 år.
Mange af brandene, der har kostet mindst 46 mennesker livet, menes at være påsatte, og græsk politi har pågrebet flere, som mistænkes for brandstiftelse. Som følge af høje temperaturer og lav luftfugtighed har brandene haft optimale muligheder for at sprede sig. Det anslås, at der er tale om omkring 170 brande.

## Juni
Store dele af Parnitha-nationalparken nord for Athen blev ødelagt i en brand, der startede 28. juni. Mellem 25.000 og 35.000 hektar skov brændte ned i løbet af nogle dage, hvilket gjorde branden til en af de værste brande i præfekturet siden Pentelibranden i 1995.
Andre områder, der blev randt var Pelion, Agia og Melivoia, Skourta, Dafni og Pyli.

## Juli
I juli opstod der flere mindre brande og enkelte store, såsom branden på Zakynthos. 

## August
24. august udbrød der brande på Peloponnes, Euboia og i Attika. På Peloponnes blev fire landsbyer ødelagt, og mindst 51 mennesker omkom. Pr. 26. august var flere savnet. I Zakharo, som ligger i et af de hårdest ramte områder, blev mindst 30 mennesker fundet omkommet i udbrændte biler og villaer. 
Den græske statsminister Kostas Karamanlis erklærdede hele landet i undtagelsestilstand, og bad om assistance fra andre lande. Frankrig og Italien sendte hver to slukningsfly, mens Tyskland, Spanien og Nederlandene sendte et hver. Frankrig sendte også 60 brandmænd af sted, ligesom Cypern. Israel, Norge, Rumænien og Slovenien sendte hver en helikopter med slukningsudstyr. Serbien, Schweiz og Island har også tilbudt at hjælpe.
Den 25. august om morgenen udbrød der brand på Imitosfjeldet og i Filothei i Athen. Myndighederne udtalte, at brandene var påsatte, idet brandmændene fandt flere flasker benzin i områderne. Myndighederne antog også, at brandene på Peloponnes var påsatte, idet det begyndte at brænde mere end 20 steder næsten samtidigt. I løbet af eftermiddagen udbrød der også brande i  Keratea og i Markopoulo Mesogaias i det østlige Attika. Sidstnævnte brand blev hurtigt slukket, men den den anden bredte sig hurtigt til et omfang af 12 km. Om morgenen 26. august havde brandene nået Athens forstæder. 
Olympia blev evakueret den 26. august, og man frygtede at både den moderne landsby og ruinerne efter antikkens Olympia kunne blive ramt. Ruinerne har et kraftigt slukningsanlæg, men det er usikkert om det vil være tilstrækkeligt ved en storbrand. Ud på eftermiddagen så det ud til, at faren var noget mindre for at landsbyen og ruinerne skulle blive ramt.